# Bhudgaon
Bhudgaon är en ort i Indien.   Den ligger i delstaten Maharashtra, i den sydvästra delen av landet, 1 300 km söder om huvudstaden New Delhi. Bhudgaon ligger 569 meter över havet och antalet invånare är 15 738.
Terrängen runt Bhudgaon är platt, och sluttar västerut. Runt Bhudgaon är det tätbefolkat, med 819 invånare per kvadratkilometer. Närmaste större samhälle är Sangli, 7,0 km sydväst om Bhudgaon. Runt Bhudgaon är det i huvudsak tätbebyggt.